# Дей-Гайтс (Огайо)
Дей-Гайтс (англ. Day Heights) — переписна місцевість (CDP) в США, в окрузі Клермонт штату Огайо. Населення — 2625 осіб (2020).

## Географія
Дей-Гайтс розташований за координатами 39°10′32″ пн. ш. 84°13′39″ зх. д. / 39.17556° пн. ш. 84.22750° зх. д. (39.175498, -84.227465).  За даними Бюро перепису населення США в 2010 році переписна місцевість мала площу 3,05 км², уся площа — суходіл.

## Демографія
Згідно з переписом 2010 року, у переписній місцевості мешкало 2620 осіб у 985 домогосподарствах у складі 763 родин. Густота населення становила 859 осіб/км².  Було 1029 помешкань (337/км²).
Расовий склад населення:
| - 97,0 % — білих - 1,3 % — чорних або афроамериканців - 0,5 % — азіатів - 0,2 % — корінних американців |

До двох чи більше рас належало 0,7 %. Частка іспаномовних становила 1,6 % від усіх жителів.
За віковим діапазоном населення розподілялося таким чином: 22,8 % — особи молодші 18 років, 61,9 % — особи у віці 18—64 років, 15,3 % — особи у віці 65 років та старші. Медіана віку мешканця становила 42,6 року. На 100 осіб жіночої статі у переписній місцевості припадало 102,3 чоловіків;  на 100 жінок у віці від 18 років та старших — 99,2 чоловіків також старших 18 років.
Середній дохід на одне домашнє господарство  становив 80 507 доларів США (медіана — 67 829), а середній дохід на одну сім'ю — 87 049 доларів (медіана — 70 000). Медіана доходів становила 54 732 долари для чоловіків та 41 895 доларів для жінок. За межею бідності перебувало 13,0 % осіб, у тому числі 24,1 % дітей у віці до 18 років та 0,0 % осіб у віці 65 років та старших.
Цивільне працевлаштоване населення становило 1149 осіб. Основні галузі зайнятості: освіта, охорона здоров'я та соціальна допомога — 23,5 %, виробництво — 15,8 %, роздрібна торгівля — 12,1 %, науковці, спеціалісти, менеджери — 11,2 %.